# Stellan Skarsgård
Stellan John Skarsgård (Gotemburgo, 13 de junho de 1951) é um ator sueco conhecido pelos seus papéis em filmes como Good Will Hunting, Pirates of the Caribbean: Dead Man's Chest, Mamma Mia!, The Girl With the Dragon Tattoo e vários filmes do Universo Marvel como Dr. Erik Selvig.

## Biografia
Stellan nasceu em Gotemburgo, na Suécia, e é filho de Gudrun e Jan Skarsgård. Durante a sua infância, a família de Stellan mudava frequentemente de casa e o ator viveu em vários locais da Suécia, incluindo  Helsimburgo, Totebo, Calmar, Marielund e Upsália.
O ator foi casado de abril de 1975 a maio de 2007 com My Skarsgård, uma médica também sueca, com quem teve cinco filhos e uma filha: Alexander Skarsgård, ator, nascido em 1976, Gustaf Skarsgård, ator, nascido em 1980, Sam Skarsgård, ator, nascido em 1982, Bill Skarsgård, ator, nascido em 1990, Eija Skarsgård, ex-modelo nascida em 1992, e Valter Skarsgård, ator, nascido em 1995. Está casado com Megan Everett desde janeiro de 2009, com quem teve dois filhos: Ossian (nascido em 2009) e Kolbjörn (nascido em 2012).

## Carreira
Stellan começou a representar quando ainda era adolescente e, aos 21 anos, já tinha uma experiência considerável no cinema, na televisão e no teatro. A maioria dos seus primeiros projetos foram na televisão e no cinema suecos. Um dos seus papéis mais conhecidos no seu país Natal foi o do diplomata sueco Raoul Wallenberg que salvou vítimas do Holocausto no filme God afton, Herr Wallenberg.
O ator mantém uma colaboração de longa data com o realizador dinamarquês Lars von Trier com quem já trabalhou em seis filmes: The Kingdom, Breaking the Waves, Dancer in the Dark, Dogville, Melancholia e Nymph()maniac. Stellan mantém também uma longa amizade com o realizador norueguês Hans Petter Moland.
Stellan estreou-se no cinema norte-americano em 1985 com o filme Noon Wine, realizado por Michael Fields, no qual desempenha o papel de um imigrante com problemas mentais que é perseguido por um caçador de recompensas. Em 1990, regressou ao cinema norte-americano com o filme The Hunt for Red October, onde interpreta o papel de Capitão Tupolev, o líder de um submarino soviético.
Stellan chegou a ser considerado para o papel de protagonista do filme Schildler's List, mas perdeu-o para Liam Neeson. No entanto, o ator tem conseguido manter uma carreira de sucesso no cinema onde é conhecido principalmente como ator secundário em alguns filmes de grande sucesso Good Will Hunting, Amistad, Pirates of the Caribbean: Dead Man's Chest (onde interpreta o papel de Bootstrap Bill Turner), Mamma Mia!, Thor e The Avengers.
Recentemente, Stellan regressou à televisão com a minissérie River, que protagoniza e foi adquirida pelo serviço de streaming Netflix depois de ser transmitida no Reino Unido pelo canal britânico BBC One em 2015. A sua última atuação na TV havia sido para a série Chernobyl, interpretando o papel como Boris Shcherbina.

## Filmografia

### Cinema
| Ano  | Título                                     | Papel                           | Notas                   |
| ---- | ------------------------------------------ | ------------------------------- | ----------------------- |
| 1972 | Strandhugg i somras                        | Erik                            |                         |
| 1972 | Firmafesten                                | Peter                           |                         |
| 1973 | Anita                                      | Erik                            |                         |
| 1973 | Åttonde budet                              |                                 | Curta-metragem          |
| 1973 | Fem døgn i August                          | Christer                        |                         |
| 1973 | Bröllopet                                  | Roffe Eriksson                  |                         |
| 1974 | Anita: Swedish Nymphet                     | Erik                            |                         |
| 1975 | Swedish Sex Games                          | Peter Delaney, their son        |                         |
| 1977 | Taboo                                      | Jan-Erik                        |                         |
| 1977 | Hemåt i natten                             | Kurt Sjöberg                    |                         |
| 1981 | Kyssen                                     |                                 | Curta-metragem          |
| 1982 | The Simple-Minded Murderer                 | Sven                            |                         |
| 1983 | P & B                                      | Karl-Johan 'Charlie' Pettersson |                         |
| 1984 | Åke och hans värld                         | Ebenholtz                       |                         |
| 1985 | Falsk som vatten                           | Stig                            |                         |
| 1985 | Noon Wine                                  | Olaf Helton                     |                         |
| 1985 | Peter-No-Tail in Americat                  | Pelle Swanson                   | Voz                     |
| 1986 | Ormens väg på hälleberget                  | Karl Orsa Markström             |                         |
| 1987 | Jim & piraterna Blom                       | Gustav, Jim's Father            | Também foi argumentista |
| 1987 | Hip hip hurra!                             | Peder Severin Krøyer            |                         |
| 1988 | The Unbearable Lightness of Being          | The Engineer                    |                         |
| 1988 | Vargens tid                                | Peder Ulfstand                  |                         |
| 1988 | Friends                                    | Matt                            |                         |
| 1988 | The Perfect Murder                         | Axel Svensson                   |                         |
| 1989 | S/Y Joy                                    | Klas Larsson                    |                         |
| 1989 | Täcknamn Coq Rouge                         | Carl Hamilton                   |                         |
| 1989 | Kvinnorna på taket                         | Willy                           |                         |
| 1990 | The Hunt for Red October                   | Captão Viktor Tupolev           |                         |
| 1990 | God afton, Herr Wallenberg                 | Raoul Wallenberg                |                         |
| 1991 | The Ox                                     | Helge Roos                      |                         |
| 1992 | Den Demokratiske Terroristen               | Carl Hamilton                   |                         |
| 1992 | Wind                                       | Joe Heiser                      |                         |
| 1993 | Kådisbellan                                | Fritiof Schütt                  |                         |
| 1993 | Sista dansen                               | Host in Norrköping              |                         |
| 1995 | Jönssonligans största kupp                 | Herman Melvin                   |                         |
| 1995 | Kjærlighetens kjøtere                      | Randbæk                         |                         |
| 1995 | The Dogs of Riga                           | Magnus Björk                    |                         |
| 1996 | Harry och Sonja                            | Harry Olsson                    |                         |
| 1996 | Breaking the Waves                         | Jan Nyman                       |                         |
| 1997 | Insomnia                                   | Jonas Engström                  |                         |
| 1997 | My Son the Fanatic                         | Schitz                          |                         |
| 1997 | Good Will Hunting                          | Prof. Gerald Lambeau            |                         |
| 1997 | Amistad                                    | Tappan                          |                         |
| 1998 | Glasblåsarns barn                          | Albert                          |                         |
| 1998 | Savior                                     | Peter Dominic                   |                         |
| 1998 | Ronin                                      | Gregor                          |                         |
| 1999 | Deep Blue Sea                              | Jim Whitlock                    |                         |
| 2000 | Harlan County War                          | Warren Jakopovich               |                         |
| 2000 | Passion of Mind                            | William Granther                |                         |
| 2000 | Signs & Wonders                            | Alec                            |                         |
| 2000 | Timecode                                   | Alex Green                      |                         |
| 2000 | Dancer in the Dark                         | Doctor                          |                         |
| 2000 | Aberdeen                                   | Tomas                           |                         |
| 2000 | Powder Keg                                 | Harvey Jacobs                   | Curta-metragem          |
| 2000 | Kiss Kiss (Bang Bang)                      | Felix                           |                         |
| 2001 | Taking Sides                               | Dr. Wilhelm Furtwängler         |                         |
| 2001 | The Glass House (2001)                     | Terrence 'Terry' Glass          |                         |
| 2002 | No Good Deed                               | Tyrone                          |                         |
| 2002 | City of Ghosts                             | Joseph Kaspar                   |                         |
| 2003 | To Kill a Child                            | Narrador                        | Curta-metragem          |
| 2003 | Dogville                                   | Chuck                           |                         |
| 2004 | Eiffeltornet                               | Jakob                           | Curta-metragem          |
| 2004 | King Arthur                                | Cerdic                          |                         |
| 2004 | Exorcist: The Beginning                    | Father Merrin                   |                         |
| 2005 | Dominion: Prequel to the Exorcist          | Father Lankester Merrin         |                         |
| 2005 | Torte Bluma                                | Franz Stangl                    | Curta-metragem          |
| 2005 | Beowulf & Grendel                          | Rodogário                       |                         |
| 2005 | Guilty Hearts                              | Stangl                          |                         |
| 2006 | Kill Your Darlings                         | Erik's Father                   |                         |
| 2006 | Goya's Ghosts                              | Francisco Goya                  |                         |
| 2006 | Pirates of the Caribbean: Dead Man's Chest | Bootstrap Bill Turner           |                         |
| 2007 | Pirates of the Caribbean: At World's End   | Bootstrap Bill Turner           |                         |
| 2007 | The Killing Gene                           | Eddie Argo                      |                         |
| 2007 | Arn – The Knight Templar                   | Birger, o Sorridente            |                         |
| 2008 | Mamma Mia!                                 | Bill                            |                         |
| 2008 | Arn – The Kingdom at Road's End            | Birger, o Sorridente            |                         |
| 2009 | Angels & Demons                            | Commander Maximilian Richter    |                         |
| 2009 | Boogie Woogie                              | Bob Maccelstone                 |                         |
| 2009 | Metropia                                   | Ralph Parker                    | Voz                     |
| 2010 | A Somewhat Gentle Man                      | Ulrik                           |                         |
| 2010 | Frankie and Alice                          | Dr. Oz                          |                         |
| 2010 | Moomins and the Comet Chase                | Moominpapa / Hemulens           | Voz                     |
| 2010 | Submission                                 | Narrador                        |                         |
| 2010 | As If I Am Not There                       | Doctor                          |                         |
| 2010 | King of Devil's Island                     | Bestyreren                      |                         |
| 2011 | Thor                                       | Dr. Erik Selvig                 |                         |
| 2011 | Melancholia                                | Jack                            |                         |
| 2011 | The Girl with the Dragon Tattoo            | Martin Vanger                   |                         |
| 2012 | The Avengers                               | Dr. Erik Selvig                 |                         |
| 2013 | Romeo and Juliet                           | Prince of Verona                |                         |
| 2013 | The Railway Man                            | Finlay                          |                         |
| 2013 | Nymphomaniac                               | Seligman                        |                         |
| 2013 | The Physician                              | Barber                          |                         |
| 2013 | Thor: The Dark World                       | Dr. Erik Selvig                 |                         |
| 2014 | In Order of Disappearance                  | Nils                            |                         |
| 2014 | Hector and the Search for Happiness        | Edward                          |                         |
| 2015 | Cinderella                                 | The Grand Duke                  |                         |
| 2015 | Avengers: Age of Ultron                    | Dr. Erik Selvig                 |                         |
| 2015 | Our Kind of Traitor                        | Dima                            |                         |
| 2017 | Return to Montauk                          | Max Frisch                      |                         |
| 2018 | Mamma Mia! Here We Go Again                | Bill                            |                         |
| 2019 | Avengers: Endgame                          | Dr. Erik Selvig                 | Fotografia              |
| 2019 | Spider-Man: Far From Home                  | Dr. Erik Selvig                 | Fotografia              |
| 2021 | Dune                                       | Barão Vladimir Harkonnen        |                         |
| 2023 | Dune: Part Two                             | Barão Vladimir Harkonnen        | Pré-produção            |

### Televisão
| Ano           | Título                                                     | Papel                          | Notas                              |
| ------------- | ---------------------------------------------------------- | ------------------------------ | ---------------------------------- |
| 1968          | Bombi Bitt och jag                                         | Bombi Bitt                     | (5 episódios)                      |
| 1972          | Magnetisören                                               | Soldier                        | Telefilme                          |
| 1981          | Skärp dig, älskling                                        | Georg                          | Minissérie                         |
| 1981          | Babels hus                                                 | Dr. Mattsson                   | Minissérie                         |
| 1981          | Olsson per sekund eller Det finns ingen anledning till oro | The tardy one                  | Telefilme                          |
| 1983          | Farmor och vår herre                                       | Nathan                         | Minissérie                         |
| 1983          | Hustruskolan                                               | Horace                         | Telefilme                          |
| 1985          | Den tragiska historien om Hamlet - Prins av Danmark        | Hamlet                         | Telefilme                          |
| 1985          | August Strindberg: Ett liv                                 | Verner von Heidenstam          | Minissérie                         |
| 1989          | The Wild Duck                                              | Gregers Werle                  | Telefilme                          |
| 1989          | Förhöret                                                   | Carl Hamilton                  | Telefilme                          |
| 1990          | S*M*A*S*H                                                  | Statssekreteraren              | Minissérie (1 episódio)            |
| 1990          | Parker Kane                                                | Nathan Van Adams               | Telefilme                          |
| 1994          | Rapport till himlen                                        | Gary                           | Minissérie                         |
| 1997          | The Kingdom II                                             | Stig Helmers advokat           | Minissérie (1 episódio)            |
| 2000          | Harlan County War                                          | Warren Jakopovich              | Telefilme                          |
| 2001          | D-dag - Den færdige film                                   | Lise's Mand                    | Telefilme                          |
| 2003          | Helen of Troy                                              | Theseus                        | Minissérie                         |
| 2008          | Masterpiece Contemporary                                   | Baumgarten                     | Série (1 episódio: "God on Trial") |
| 2008          | Entourage                                                  | Verner Vollstedt               | Série (3 episódios)                |
| 2010          | Arn                                                        | Birger, o Sorridente           | Minissérie                         |
| 2012          | Rouge Brésil                                               | Nicolas Durand de Villegaignon | Série                              |
| 2012          | Playhouse Presents                                         | The Man                        | Série (1 episódio: "The Man")      |
| 2014          | Quarry                                                     | The Broker                     | Telefilme                          |
| 2015          | River                                                      | John River                     | Minissérie                         |
| 2017-2019     | Henry Danger                                               | Presidente da Câmara           | Participação especial              |
| 2019          | Chernobyl                                                  | Boris Shcherbina               | Minissérie                         |
| 2020          | Os Simpsons                                                | Ele mesmo                      | Voz; Episódio: "Podcast News"      |
| 2022-Presente | Andor                                                      | Luthen Rael                    |                                    |

## Prêmios
- Ganhou o Prêmios Globo de Ouro de Melhor Ator Coadjuvante em Série de TV, Minissérie ou Filme feito para Televisão, por Chernobyl (minissérie) (2020).
- Recebeu duas indicações ao European Film Awards de Melhor Ator, por Aberdeen (2000) e "A Investigação" (2001).
- Recebeu uma indicação ao Prêmio Bodil de Melhor Ator coadjuvante, por Dogville (2003).
- Ganhou o Urso de Prata de Melhor Ator, por Den Enfaldige Mördaren (1982).